# مريض (أحور)

تعديل مصدري - تعديل

تجمع مريض هو "تجمع بدوي" في  عزلة أحور بمديرية أحور التابعة لمحافظة أبين، بلغ تعداد سكانها 61 نسمة حسب تعداد اليمن لعام 2004.